# Summer Days
Summer Days (яп. サマーデイズ Samā Deizu) — эротический визуальный роман, разработанный командой разработчиков 0verflow. Выход состоялся 23 июня 2006 года для PC-совместимых компьютеров на операционных системах Windows. Позже появилась версия игры для PlayStation Portable.

## Игровой процесс

Игровой процесс Summer Days. Отомэ разговаривает с Макото

Summer Days — компьютерная игра в жанре визуального романа, игровой процесс которой сведён к минимуму. Большую часть времени игрок просматривает анимированный видеоролик. В определённые моменты времени игра приостанавливается и игроку предоставляется выбор одного или нескольких вариантов ответа, относящихся к происходящему эпизоду, чтобы сделать или наоборот, не сделать от имени персонажей то или иное действие. Каждый из выборов развивает историю в том или ином направлении, тем самым обеспечивая нелинейность повествования игры. Так же, как и Cross Days, предшественница Summer Days, игра имеет элементы эротики. Отношения между персонажами могут стать сексуальными; сцены такого рода изображают французские поцелуи, мастурбацию, оральный секс, анальный секс, половые сношения и наготу. Гениталии в таких сценах пикселизованы. Каждая сюжетная линия, по которой идёт игрок, зависит от выбранных им вариантов ответа. По этому для того, чтобы увидеть сцены и окончания, которых ранее не было, игроку придётся пройти игру сначала, выбирая необходимые варианты ответов.
Как и другие игры франшизы, Summer Days необычна тем, что вместо традиционного для визуальных романов подачи сюжета через статическую картинку и текст с подзаголовками с именами говорящих, сюжет подаётся через видеоролик, содержащий движение и голос, что делает игру похожей на анимационный фильм. Видеоролик проигрывается сам по себе, но у игрока есть возможность поставить его на паузу, а также увеличивать скорость проигрывания и даже пропускать ранее увиденные сцены. Все сексуальные сцены, которые увидит игрок, становятся доступными для просмотра из главного меню. Игрок может сохранить игровой процесс в главном меню или во время произведения ролика.
Лимитированные версии Summer Days объединены с Flash мини-игрой под названием Ahoge Battle (яп. アホ毛 バトル Ahoge Batoru), которая в сатирической форме показывает концовку School Days, называющуюся «The Bloody Conclusion». После того, как игрок выберет один из трёх предложенных уровней сложности, начинается игровой процесс, который заключается в том, что Сэкай, которой управляет игрок, пытается отбить атаку Котонохи, поочерёдно нажимая две клавиши. В случае, если игрок выберет третью сложность, ему придётся нажимать на три клавиши. Если игрок сможет сдерживать атаку Котонохи достаточно долго, чтобы заполнить индикатор выполнения в свою сторону, то игрок победит и сможет увидеть, сколько нажатий на клавиши он совершил. Если игрок проиграет, то ему будет предложено продолжить игру, чтобы начать сначала. Точно так же, как и в случае с Summer Days, ограниченное издание Shiny Days имеет в комплекте мини-игру Strip Battle Days (яп. ストリップバトルデイズ Sutorippu Batoru Deizu), игровой процесс которой основан на игре камень, ножницы, бумага.

## Персонажи
Игра фокусируется на жизни Сэцуны Киёуры, которая известна своей немногословностью и редким выражением эмоций, что можно было наблюдать за ней в School Days, однако в Summer Days характер Сэцуны был переработан, после чего она стала вести себя более открыто и эмоционально. Сэцуна — ученица первого класса средней школы, которая на время летних каникул живёт в вымышленном городе Мотэхара вместе со своей матерью Киёрой Маи, которая работает ресторатором и много времени проводит на работе. Также регулярно встречается с Сэкай Сайондзи, своей подругой детства.
Несмотря на обиду, которую позже Сэцуна затаивает на работу, она находит работу в ресторане прекрасным социальным решением. Сэцуна знакомится с Юко Сайондзи, матерью Сэкай, а также с двумя медлительными сотрудниками ресторана — Ноан Мураямой и Орухой Хасимото. По мимо них она также встречает ранее знакомых людей. Ими стали Кокоро Кацура, весёлая младшая сестра Котонохи Кацуры; маленькая девочка Итару Ито а также её старший брат — Макото Ито, в которого она влюблена.
Благодаря Макото, Сэцуна знакомится с Отомэ Като, которая является лучшей подругой Макото и членом женской школьной баскетбольной команды школы, с её младшей сестрой Карэн, которая имеет простой и весёлых характер, а также с друзьями Карэн — Футабой и Кадзухой Нидзё, сёстрами-близнецами. Сэцуна знакома с Хикари Куродой, девушкой, чья семья владеет пекарней, известной своими пирогами с заварным кремом, и с Ай Ямагатой, её одноклассницей, которая носит очки.

## Разработка и выпуск
| Системные требования | Системные требования             | Системные требования             |
| -------------------- | -------------------------------- | -------------------------------- |
|                      | Рекомендации                     |                                  |
| Microsoft Windows    |                                  |                                  |
| ОС                   | Windows 98, ME, 2000, XP, Vista  | Windows 98, ME, 2000, XP, Vista  |
| ЦПУ                  | Pentium 4 (1 GHz)                | Pentium 4 (1 GHz)                |
| Объём ОЗУ            | 256 MB                           | 256 MB                           |
| Видеокарта           | Поддержка DirectX 9.0, 64MB VRAM | Поддержка DirectX 9.0, 64MB VRAM |

Первые новости о Summer Days, вероятно, появились 1 октября 2005 года, когда команда разработчиков 0verflow разместила в своём официальном блоге ссылку на веб-сайт игры. 1 апреля 2006 года 0verflow завела блог для игры, первое объявление в котором сообщало, что выпуск Summer Days был отложен первоначальной даты в апреле 2006 года на 23 июня. Между 9 апреля и 17 июня разработчики выпустили страницы, которые кратко описывали каждого из персонажей.
После этого началась рекламная кампания игры. 26 апреля 0verflow заявила, что будет принимать участие на аниме-конференции Dream Party 2006 4 мая в Токио и 28 мая в Осаке, где они продавали копии выпущенных ими продуктов, а также раздавали настенные плакаты с атрибутикой Summer Days. 13 мая в Акихабаре, 20 в Осаке и 21 мая в городе Токусима 0verflow провели презентацию Summer Days в книжном магазине Nankai Books, на которой они проводили презентовали игру и отвечали на вопросы гостей. 12 мая был сделан ограниченный выпуск DVD-дисков Summer Days, а 18 мая 0verflow выпустили тизер. Мероприятия по презентации игры также проходили 27 мая и 3, 10, а также 11 июня. В ходе работы по демонстрации игры по всей стране разработчики помимо Акихабары, Осаки и Токусимы посетили Корияму, Нагою и Саппоро. На своих мероприятиях 0verflow демонстрировали игровой процесс Summer Days и продавали телефонные карты с атрибутикой игры. 10 июня разработчики опубликовали в открытый доступ фильм Summer Days, который ранее демонстрировали в кинотеатре.
По мере приближения даты выпуска Summer Days, разработчики организовали 23 июня с 11:00 по 19:30 праздничное мероприятие в Киото в честь скорого выхода игры. Также 17 июня разработчики объявили о том, что 24 и 25 июня в Нагое и Осаке Дзюндзи Гото, актёр одного из персонажей игры, будет раздавать всем желающим свои автографы. 1 декабря 2006 года 0verflow объявила о намерении участвовать в аниме-конференции Comic Exhibit 71, проходящей с 29 по 30 декабря, где они так же, как и на прошлых мероприятиях посвящённых их игре, продавали продукцию с её атрибутикой. После мероприятий по рекламе игры с 1 по 9 января 2007 года, а также посещения Dream Party 2007 в Осаке и Токио с апреля по май, кампания по продвижению своего продукта разработчиками фактически была закончена. Выпуск игры для персональных компьютеров на операционной системе Windows состоялся 23 июня 2006 года.

### Патчи
22 июня 2006 года, за день до официального выхода игры, 0verflow опубликовала в своём блоге сообщение о том, что на BitTorrent-трекерах был опубликован патч 1.01B весом в 1,25 гигабайт. 28 июня, обнаружив, что игра была выпущена в недоработанном состоянии, 0verflow извинился перед игроками, заявив, что после завершения работы над патчами они будут распространены среди игроков через BitTorrent и розничные магазины бесплатно. Разработчики также отправляли патчи по электронной почте тем игрокам, которые лично связались с ними. Holyseal.net, служба хранения файлов, которую 0verflow использовали для своих патчей, сообщает, что с 24 июня по 24 июля были выпущены 11 патчей суммарным весом в 8,56 гигабайт. 30 октября 0verflow опубликовало последний патч, имевший номер 2.01, который приводил Summer Days к стабильной игре.

#### Отзыв ограниченного тиража
Спустя два дня после публикации патча 1.06, 7 июля 2006 года 0verflow объявила, что копии Summer Days, выпускавшихся ограничены тиражом, содержат нецензурные сексуальные сцены, нарушающие политики партнёров и 175-ю статью Уголовного кодекса Японии. В результате 0verflow пришлось отозвать затронутые копии игр. Клиентам, которые приобрели копии с ограниченного тиража, было предложено связаться с компанией по почте для замены. 11 октября компания заявила, что 27 октября будет выпущен пакет обновлений и изменённый диск Summer Days. В результате произошедшего невыгодного для компании отзыва копий игры появилось предположение о том, что 0verflow была вынуждена уволить половину своих сотрудников, об этом сообщает интернет-издание New-akiba.com.

### Выпуск на другие платформы
По мимо версии игры для персональных компьютеров, другими компаниями были выпущены версии Summer Days на две другие платформы. Компания AiCherry, занимающаяся разработкой компьютерных игр в жанре интерактивного кино, 17 января 2008 года выпустила анонс о том, что они начинают работу над выпуском Summer Days на DVD, а датой выпуска назвали 11 апреля. 10 сентября 2010 года PalaceGame, издатель Universal Media Disc, выпустила Summer Days на платформу PlayStation Plrtable.

### Ремейк
Новости, намекающие на возможный ремейк или продолжение Summer Days под названием «Shiny Summer Days» всплыли 26 августа 2011 года, когда 0verflow объявила в своём блоге, что поддержка Summer Days была прекращена. Спустя несколько дней, 31 августа компания начала продажу брендированных футболок в рамках рекламной кампании для своей новой игры. По словам компании, все футболки были проданы 16 сентября. Рекламная акция продолжались на Dream Party 2011 в Токио 3 октября, где 0verflow продавала фирменные телефонные карточки, украшения, футболки и дакимакуры. Официальный сайт ремейка был запущен 1 декабря. Тогда он раскрывал историю и персонажей, двое из которых появляются в игре впервые.

## Адаптации
По мотивам Summer Days, в отличие от School Days, никогда не рисовалась манга, однако история игры была адаптирована в другую печатную продукцию. Первой печатной адаптацией School Days стала антология комиксов Дзюндзи Гото, выпущенная под названием «Summer Days Comic Anthology», публиковавшаяся издательством Comic XO 25 октября 2006 года. Пять дней спустя, 30 октября, издательство Jive опубликовало два графических альбома: The Summer Days & School Days Visual Collection и Summer Days Visual Guidebook. 1 декабря 2006 года была выпущена финальная печатная продукция по Summer Days. Ею стала ранобэ, написанное Окадой Рюной и проиллюстрированное Дзюндзи Гото. Ранобэ было опубликовано издательством Harvest Publishing.

## Музыкальное сопровождение
23 июня 2006 японская звукозаписывающая компания Lantis, также как и ранее для School Days, записала и выпустила официальный саундтрек для Summer Days. В состав альбома вошла 31 композиция, суммарной длительностью в 69 минут и две секунды. Альбом содержит в себе всю фоновую музыку, использующуюся в игре. Продюсированием альбома занималась компания KIRIKO / HIKO Sound. В альбоме также присутствуют композиции таких исполнителей, как Yuria, Yozuca, Минами Курибаяси и Канако Ито. 0verflow ведёт продажи CD-дисков с саундтреком по 3000 иен за штуку.

### Список композиций
| №                   | Название                                 | Длительность |
| ------------------- | ---------------------------------------- | ------------ |
| 1.                  | «SummerDays»                             | 4:20         |
| 2.                  | «Dandelion Cotton Hat»                   | 4:16         |
| 3.                  | «A Story That Begins at the Sea»         | 5:36         |
| 4.                  | «It Clears Up After Cloudy Weather»      | 1:45         |
| 5.                  | «One Summer Day»                         | 1:56         |
| 6.                  | «One Summer Day ~Waiting for Your Call~» | 1:24         |
| 7.                  | «Sands of Twilight»                      | 1:49         |
| 8.                  | «Good Night»                             | 1:50         |
| 9.                  | «The Accent on Life»                     | 1:29         |
| 10.                 | «It's Show Time!»                        | 1:30         |
| 11.                 | «Festival Music»                         | 1:19         |
| 12.                 | «Grove of the Village Shrine»            | 2:03         |
| 13.                 | «OBK Coming to Town»                     | 1:23         |
| 14.                 | «Until the Day We Meet»                  | 2:24         |
| 15.                 | «IAI Spirit»                             | 1:33         |
| 16.                 | «Road to Hope»                           | 1:33         |
| 17.                 | «IAI Spirit»                             | 1:33         |
| 18.                 | «Saboritai!»                             | 2:06         |
| 19.                 | «Refuse»                                 | 1:56         |
| 20.                 | «As Close As Possible»                   | 2:43         |
| 21.                 | «While Drifting...»                      | 2:12         |
| 22.                 | «In the Midst of Fumbling»               | 2:30         |
| 23.                 | «Sweet Kiss»                             | 1:33         |
| 24.                 | «Surely Someday...»                      | 1:40         |
| 25.                 | «Time of Trial»                          | 1:59         |
| 26.                 | «And Before»                             | 1:55         |
| 27.                 | «SummerDays ~piano arrange~»             | 1:52         |
| 28.                 | «SummerDays ~music box arrange~»         | 1:52         |
| 29.                 | «Knife or Saw? Part II»                  | 2:09         |
| 30.                 | «Knife or Saw? Part II ~Introduce~»      | 1:49         |
| 31.                 | «Promise ~Girlhood's End~»               | 4:16         |
| Общая длительность: | Общая длительность:                      | 69:02        |

## Восприятие
В национальном рейтинге бисёдзё-игр по версии онлайн-журнала PCNEWS, Summer Days занимала первое место в первой половине июня 2006 года, 7 место во второй половине, 25 место за вторую половину октября и 28 место к концу октября. В обоих половинах ноября игра имела 48 место. Сайт Getchu.com записал аналогичные продажи игры. Summer Days была игрой номер один по продажам в первый месяц продаж, заняв восьмое место по продажам за весь год. Критике подверглось то, что игра была выпущена в недоработанном состоянии. После выпуска игры компании пришлось публиковать в открытый доступ патчи для обновления игры. 0verflow принесла извинения своим клиентам на своём сайте.